# Hermanas de la Caridad de Nuestra Señora Madre de la Misericordia
La Congregación de Hermanas de la Caridad de Nuestra Señora Madre de la Misericordia (oficialmente en latín: Congregatio Sororum Caritatis Matris Misericordiae) es un congregación religiosa católica femenina, de vida apostólica y de derecho pontificio, fundada en 1832 por el sacerdote holandés Joannes Zwijsen, en Tilburgo (Países Bajos). A las religiosas de este instituto se les conoce como hermanas de la caridad de Tilburgo y posponen a sus nombres las siglas S.C.M.M.

## Historia

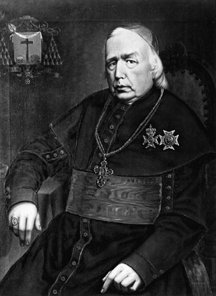
Joannes Zwijsen (1794-1877), fundador de la congregación.

La congregación fue fundada en Tilburgo (Países Bajos), el 23 de noviembre de 1832, por el sacerdote Joannes Zwijsen, para la educación cristiana de los jóvenes. Más tarde, el fundador fue nombrado como el primer arzobispo de la Archidiócesis de Utrecht, lo que ayudó al reconocimiento y propagación del instituto.
El instituto recibió la aprobación como congregación religiosa de derecho diocesano el 23 de noviembre de 1832, de parte Antonio Benedetto Antonucci, superior de la misión católica de Utrecht. El papa Gregorio XVI elevó el instituto a congregación religiosa de derecho pontificio, mediante decretum laudis del 23 de agosto de 1841.

## Organización
La Congregación de Hermanas de la Caridad de Nuestra Señora Madre de la Misericordia es un instituto religioso de derecho pontificio y centralizado, cuyo gobierno es ejercido por una superiora general. La sede central se encuentra en Bolduque (Países Bajos).
Las hermanas de la caridad de Tilburgo se dedican a la educación e instrucción cristiana de la juventud y a la atención de ancianos y enfermos. En 2017, el instituto contaba con 551 religiosas y 57 comunidades, presentes en Bélgica, Brasil, Estados Unidos, Filipinas, Indonesia, Italia, Países Bajos, Reino Unido Surinam y Timor Oriental.